# Dufourea gaullei
Dufourea gaullei är en biart som beskrevs av Joseph Vachal 1897. Dufourea gaullei ingår i släktet solbin, och familjen vägbin. Inga underarter finns listade i Catalogue of Life.